# 施泰因贝格基谢
施泰因贝格基谢（德語：Steinbergkirche）是德国石勒苏益格－荷尔斯泰因州的一个市镇。总面积13.01平方公里，总人口1349人，其中男性671人，女性678人（2011年12月31日），人口密度104人/平方公里。